# Betingagöl
Betingagöl är en sjö i Jönköpings kommun i Småland och ingår i Nissans huvudavrinningsområde.